# Lepus (constelación)
Lepus o la Liebre es una constelación situada justo al sur de Orión, y posiblemente representa una liebre siendo perseguida por él. Lepus fue una de las 48 constelaciones de Ptolomeo y hoy es una de las 88 constelaciones modernas.
Esta constelación no debe ser confundida con Lupus, el lobo.

## Características destacables

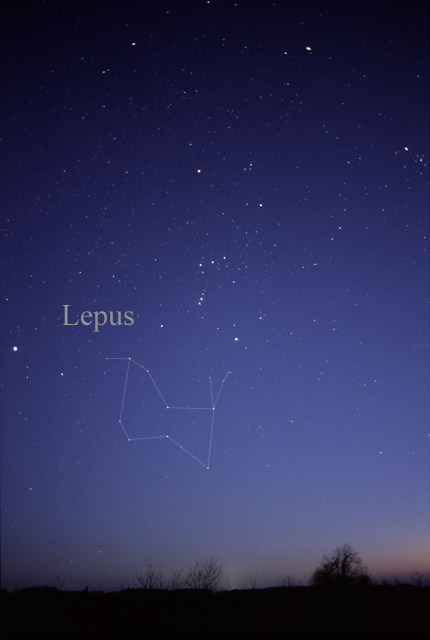
Constelación de Lepus

La estrella más brillante de la constelación es α Leporis, llamada Arneb, una supergigante blanco-amarilla de tipo espectral F0Ib no muy distinta de Canopo (α Carinae), aunque mucho más alejada que ésta, pues se encuentra a 2220 años luz de la Tierra. Su luminosidad es 12 000 veces mayor que la luminosidad solar y tiene una edad de solo 13 millones de años.
Le sigue en brillo Nihal (β Leporis), gigante luminosa amarilla de tipo G5II-IIIa: con una temperatura efectiva de 5350 K y una masa 3,5 veces más grande que la del Sol.
ε Leporis, tercera estrella más brillante en la constelación, es una gigante naranja de tipo K4III 40 veces más grande que el Sol.
Por el contrario, μ Leporis es una estrella blanco-azulada de mercurio-manganeso de tipo B8: su relación manganeso/hidrógeno es 110 veces más alta que en el Sol, mientras que la de mercurio/hidrógeno es hasta 87 000 veces mayor.
ζ Leporis —quinta estrella más brillante de Lepus— es una estrella blanca de la secuencia principal rodeada por una nube de polvo, cuya cantidad y temperatura indican que están colisionando rocas sólidas generando polvo en un cinturón de asteroides similar al existente en el sistema solar. Pueden ser restos de la formación planetaria o, por el contrario, material que dará lugar a planetas.
Entre las estrellas de Lepus cercanas al sistema solar, se encuentra γ Leporis, sistema binario a 29 años luz de distancia. La componente principal es una enana amarilla de tipo F6V más luminosa y caliente que nuestro Sol, mientras que la componente secundaria recibe el nombre de AK Leporis, ya que es una enana naranja y una variable BY Draconis.
Otro sistema cercano, a 18,8 años luz, es Gliese 229, un sistema binario constituido por una enana roja y una enana marrón; de este último objeto se ha podido obtener una imagen directa. Además, en torno a la enana roja orbitan dos planetas extrasolares cuyas masas mínimas son 7,3 y 8,5 veces mayores que la masa terrestre.

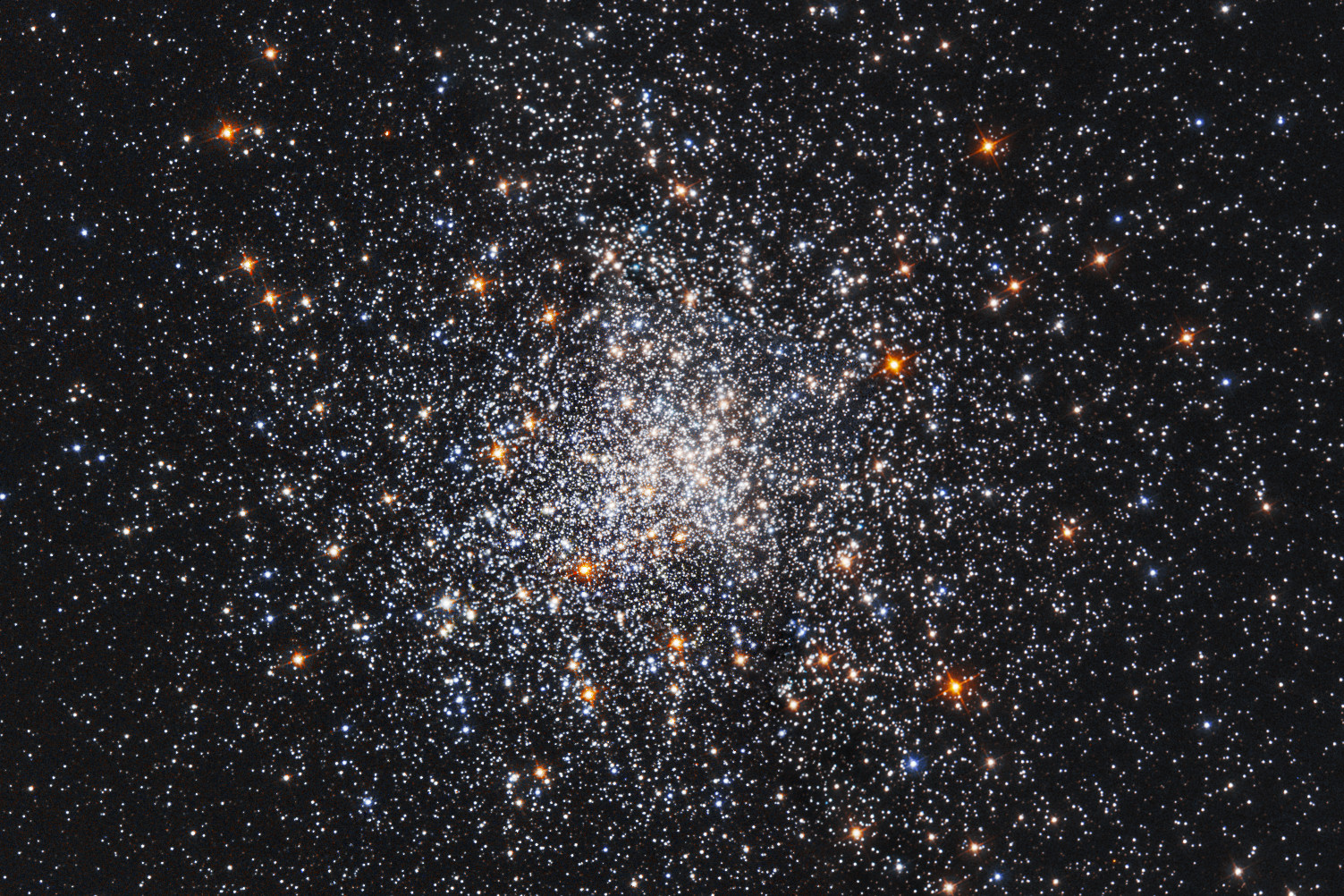
Imagen de M79 obtenida con el telescopio espacial Hubble

En esta constelación se encuentra la variable Mira R Leporis, conocida como la «Estrella carmesí de Hind» debido a su intenso color rubí. Es una estrella de carbono cuya relación carbono/oxígeno estimada es 1,2, más del doble que la existente en el Sol, y cuyo radio es unas 400 veces más grande que el radio solar.
Por otra parte, imágenes de la también variable Mira T Leporis, obtenidas con el interferómetro del VLT (ESO), han desvelado la existencia de una capa de gas y polvo que envuelve a esta estrella, cuyo diámetro es unas 100 veces más grande que el del Sol.
RX Leporis es una gigante roja de la rama asintótica gigante y variable semirregular rodeada también por una envoltura, semejante a la de Y Canum Venaticorum.
Otra variable interesante es SS Leporis, una binaria cercana formada por una estrella blanca de tipo A1 y una gigante roja. Constituye una «binaria semidesprendida» en donde se produce transferencia de masa desde la gigante roja hacia su compañera.
Entre los objetos de cielo profundo se puede observar  el cúmulo globular M79, distante 42 000 años luz. Se piensa que este cúmulo puede no haberse formado en la Vía Láctea sino en la galaxia Enana del Can Mayor.
IC 418 —llamada también nebulosa del Espirógrafo— es una nebulosa planetaria a 4000 años luz cuya estrella central tiene una temperatura de 36 000 K.
En Lepus también se localiza la galaxia espiral NGC 1964, cuyo centro alberga un agujero negro supermasivo con una masa estimada de 2,5 × 107 masas solares.

## Estrellas

### Estrellas principales

Imagen de R Leporis obtenida con el interferómetro ALMA

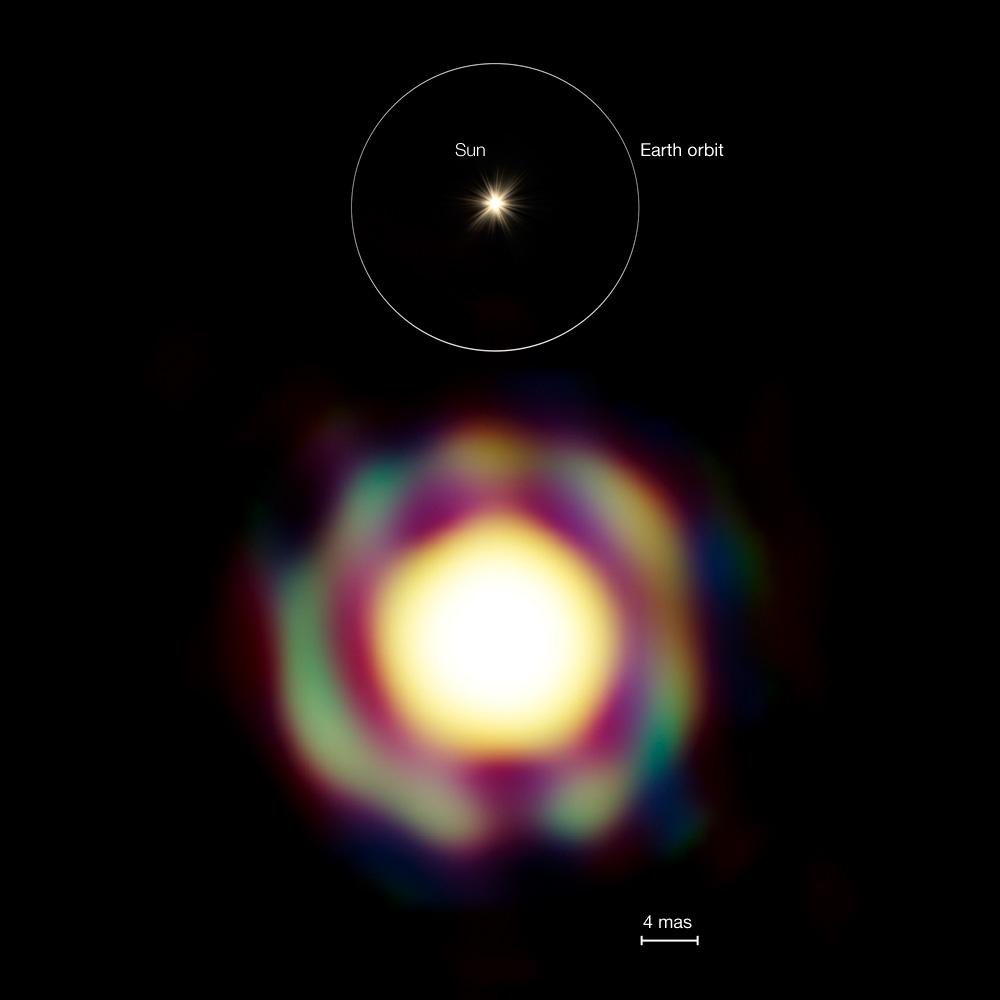
T Leporis (abajo) en comparación al Sol y a la órbita terrestre (arriba)

- α Leporis (Arneb), la más brillante de la constelación con magnitud 2,58, es una supergigante amarilla similar a Canopo.
- β Leporis (Nihal o Nibal), segunda estrella más brillante con magnitud 2,81, es una gigante luminosa amarilla situada a 159 años luz de distancia.
- γ Leporis, sistema binario cercano al sistema solar —dista 29,2 años luz— de magnitud 3,59; la componente principal es una enana amarilla más caliente que el Sol.
- δ Leporis, subgigante naranja y estrella del disco grueso de magnitud 3,81.
- ε Leporis, gigante naranja de magnitud 3,19, la tercera estrella más brillante de Lepus.[24]
- ζ Leporis, estrella blanca de la secuencia principal que parece estar rodeada por cinturón de asteroides.
- η Leporis, estrella blanco-amarilla de magnitud 3,72 rodeada por un disco circunestelar de polvo.
- ι Leporis, estrella doble cuyas componentes, una estrella blanco-azulada y otra amarilla, están separadas 17 segundos de arco.
- λ Leporis, subgigante azul de magnitud 4,27.
- μ Leporis, estrella de mercurio-manganeso de magnitud 3,28, una de las más brillantes de esta clase.
- 8 Leporis, subgigante blanco-azulada de magnitud 5,22.
- 17 Leporis (SS Leporis), estrella binaria cercana —las dos componentes están muy próximas entre sí— formada por una estrella blanca y una gigante roja.
- R Leporis (Estrella carmesí de Hind), estrella variable Mira cuyo brillo varía entre magnitud 5,5 y 11,7. Es una estrella de carbono de intenso color rojo.
- S Leporis, gigante roja y variable semirregular cuyo brillo fluctúa entre 6,0 y 7,6.
- T Leporis, variable Mira cuyo brillo oscila entre magnitud 7,4 y 14,3. Fue observada en detalle por el interferómetro del  Very Large Telescope de la ESO.[25]
- RX Leporis, gigante roja y estrella variable irregular. Tiene un periodo de 2 meses, una magnitud mínima de 7,4 y una máxima de 5,0.[26]
- TX Leporis, variable Alfa2 Canum Venaticorum de magnitud 6,54.
- AC Leporis (HD 40745), variable Gamma Doradus de magnitud 6,21.
- AF Leporis (HD 35850), variable RS Canum Venaticorum de magnitud 6,31.
- AH Leporis (HD 36869), enana amarilla y variable BY Draconis.
- HD 33283, enana amarilla con un planeta extrasolar.
- HD 38382, enana amarilla distante 83 años luz.
- Gliese 229, enana roja acompañada por una enana marrón a 18,8 años luz. Alberga un sistema planetario con dos planetas.

### Otras estrellas condesignación Bayer

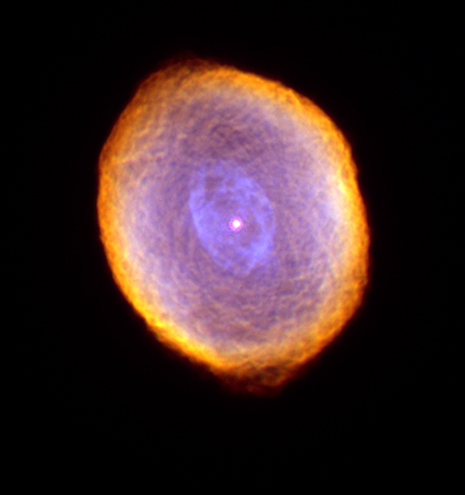
Nebulosa planetaria IC 418 vista con el telescopio Hubble

- θ Lep 4,67; κ Lep 4,36; ν Lep 5,29

### Otras estrellas condesignación Flamsteed
- 1 Lep 5,74; 10 Lep 5,53; 12 Lep 5,88; 19 Lep 5,28

## Objetos de cielo profundo
- M79 (NGC 1904), cúmulo globular de magnitud 8,4 con un diámetro de 9,6 minutos de arco. Está situado a 3º53' al sur de Nihal (β Leporis). Se cree que no es originario de la Vía Láctea, sino que proviene de la galaxia Enana del Can Mayor, y que actualmente está teniendo un encuentro cercano con nuestra galaxia. M79 fue descubierto en 1780 por Pierre Méchain.[27]
- IC 418, nebulosa planetaria de magnitud 11, cuya estrella central tiene magnitud 11. Informalmente es conocida como «Nebulosa del Espirógrafo». Su actual diámetro es de 0,3 años luz.[28]
- NGC 1964, galaxia espiral barrada, es la galaxia más brillante de la constelación con magnitud 10,8.

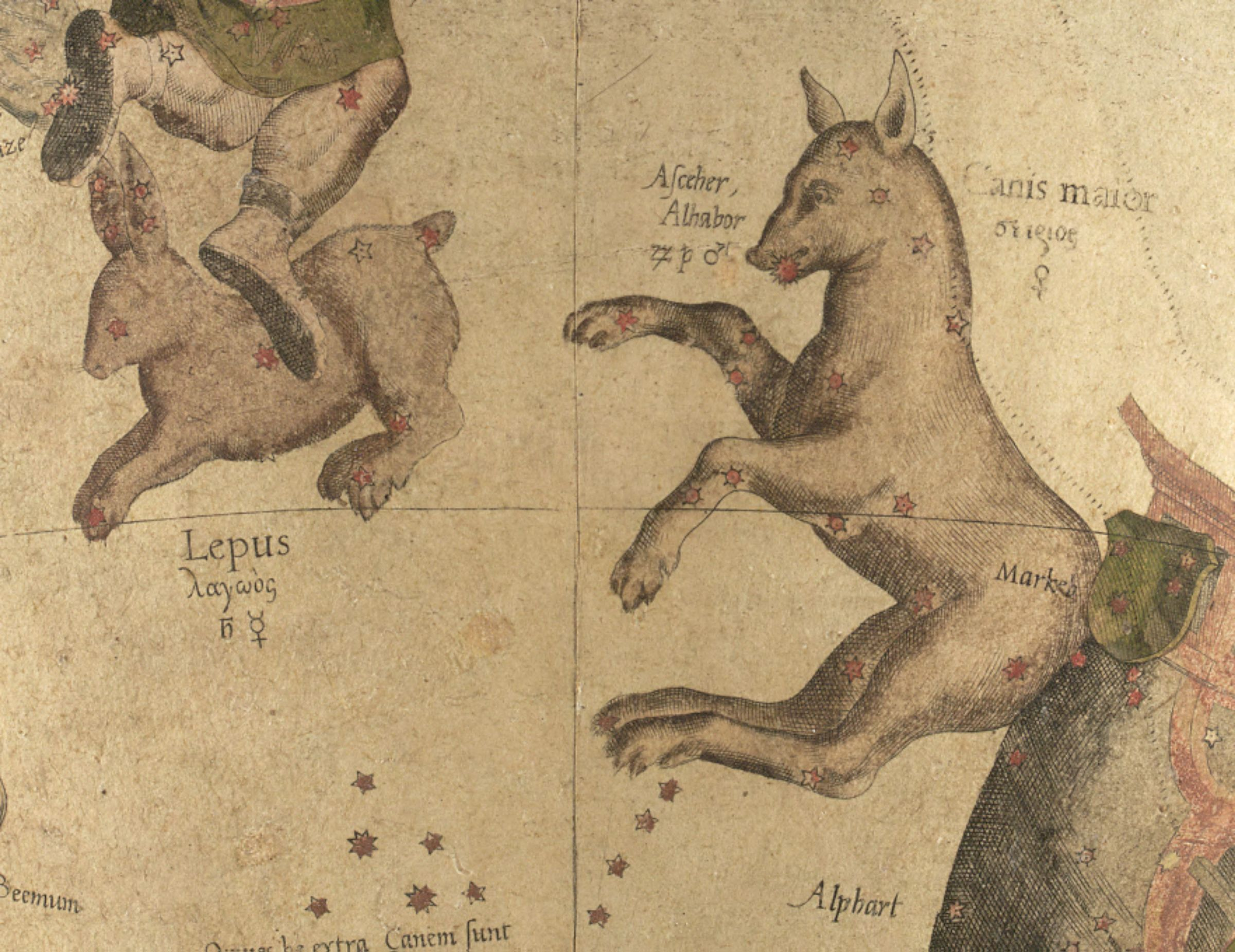
Lepus (a la izquierda) junto al Can Mayor, representada por Mercator.

## Mitología
En la mitología griega el catasterismo de la Liebre tiene hasta tres variantes. Esta constelación fue ideada para proporcionar a Orión alguna presa, pues se puede ver al gran cazador persiguiéndola por el cielo con su perro (Canis Maior o Canis Minor). Algunos cuestionaron, sin embargo, si una liebre era la presa apropiada para tan poderoso cazador. La segunda versión nos dice que Hermes colocó la Liebre en el cielo porque admiraba mucho la rapidez y la extraordinaria fertilidad de las liebres, que, insólitamente, conciben nuevas crías antes de haber dado a luz a su camada anterior. La tercera y última versión cuenta que cuando las liebres fueron introducidas por primera vez en Leros, despertaron tal admiración que todo el mundo empezó a criarlas, pero se multiplicaron tan rápidamente que se comieron toda la vegetación, y los lerianos tuvieron que unirse para eliminarlas de su isla. Después, idearon esta constelación para recordar a la gente que nada es tan deseable en la vida que no pueda traer más penas que placeres.